# It Happened On Our Ground
It Happened On Our Ground ist ein deutsch-israelisch-kanadischer Dokumentarfilm unter der Regie von Avner Faingulernt aus dem Jahr 2024. Der Film feierte am 23. Mai 2024 seine Premiere beim Docaviv International Documentary Festival und gewann dort den Preis für den besten israelischen Dokumentarfilm. Im Mai 2025 folgte beim DOK.fest München 2025 die deutsche Premiere in der Reihe Nie wieder ist jetzt?.

## Handlung
Der Film zeichnet das Porträt von drei Frauengenerationen einer adeligen deutschen Familie, die sich den Konflikten ihrer Vergangenheit und den über Generationen weitergegebenen Traumata stellt – auf der Suche nach innerem Frieden. 
Im Mittelpunkt steht Wendelgard von Staden, genannt „Wendi“. Sie lebt in einem Gutshaus auf dem Leinfelder Hof, den sie von der Familie ihres Onkels, Konstantin von Neurath geerbt hat. Neurath war der erste Außenminister unter Hitler und ein SS-Offizier, der in den Nürnberger Prozessen verurteilt wurde, zur Isolationshaft im Kriegsverbrecher-Gefängnis Berlin-Spandau. 
Wendi und ihre Eltern lebten auf dem benachbarten Hofgut in Kleinglattbach, einem Ortsteil von Vaihingen an der Enz. Während der NS-Zeit wurde dort Land enteignet, um darauf das KZ Wiesengrund, ein Außenlager des KZ Natzweiler-Struthof zu errichten. Wendis Mutter, Irmgard von Neurath, nutzte ihre privilegierte Stellung, um jüdischen Häftlingen aus der polnischen Stadt Radom zu helfen und zum Teil zu retten. Wendi selbst hat die Begegnungen mit den KZ-Insassen nie vergessen. Ihre Erinnerungen hielt sie in dem viel beachteten autobiografischen Bericht Nacht über dem Tal: Eine Jugend in Deutschland (1979) fest.
Das komplexe Erbe wirkt weiter in ihrer Tochter und Enkeltochter. Regisseur Avner Faingulernt folgt den drei Frauen über vier Jahre hinweg. Wendis Tochter Inga lehnt es ab, in das Gutshaus einzuziehen. Ihre Tochter Gina hingegen steht der Familiengeschichte mit mehr Distanz gegenüber. Dennoch spürt sie, wie sehr der Ort und das Geschehene das Verhältnis zwischen ihrer Mutter und Großmutter prägen, und wie tief diese seelischen Wunden bis heute reichen.

## Produktion und Veröffentlichung
Regie führte Avner Faingulernt, Autorinnen und Autoren waren Danae Elon, Avner Faingulernt und Hagar Saad-Shalom. Die Kameraführung lag in den Händen von Avner Faingulernt, die Musik komponierte Jean Olivier Begin und für den Filmschnitt waren Lev Goltser und Avner Faingulernt verantwortlich. Für das Sound Design war Yuri Priymenko zuständig.
Produziert wurde der Film von Hagar Saad Shalom. Produktionsfirma war Skene Border Films, den Vertrieb übernahm Autlook filmsales.
Der Film feierte am 23. Mai 2024 seine Premiere beim Docaviv International Documentary Festival, im Mai 2025 folgte beim DOK.fest München 2025 die deutsche Premiere in der Reihe Nie wieder ist jetzt?.

## Auszeichnungen und Nominierungen
- 2024: Docaviv International Documentary Festival: Preis für den besten israelischen Dokumentarfilm[4]
- 2025: DOK.fest München 2025: Nominierung in der VIKTORIA DOK.international Main Competition